# Ислам в Палау
Ислам в Палау — религия меньшинства. Его исповедует менее 1000 человек, что составляет менее 0,1 % населения этой страны, подавляющее большинство населения Палау исповедует разные формы христианства.

## История
Распространение ислама в Палау началось в первом десятилетии XXI века, когда на архипелаг начали прибывать рабочие-мигранты в основном из Бангладеш и Пакистана. К 2009 году количество составляло около 500 человек. Также к ним присоединились шесть уйгуров из Китая, бывшие заключенным американской тюрьмы на базе в заливе Гуантанамо. В 2009 году по просьбе президента США Барака Обамы правительство Палау разрешило уйгурам поселиться в стране так как в Китае их ждало тюремное заключение.

## Современное положение
В Палау есть две мечети, одна из которых находится в столице Палау городе Корор. Мечеть в столице представляет собой сооружение установленное на бамбуковых сваях, скрепленное лоскутным одеялом и гофрированным металлом.
Правительство Соединенных Штатов не обнаружило каких-либо сообщений о социальных злоупотреблениях или дискриминации по религиозным убеждениям или обычаям.